# Jayden Richardson
Jayden De’Chante Richardson (* 4. September 2000 in Nottingham) ist ein englischer Fußballspieler, der beim FC St. Mirren in der Scottish Premiership unter Vertrag steht.

## Karriere
Nachdem Richardson als Teil der Nottingham Forest Akademie beeindruckt hatte, unterzeichnete der 18-Jährige im April 2019 seinen ersten Profivertrag mit dem Verein aus seiner Geburtsstadt. Er wurde vor der Saison 2019/20 in die erste Mannschaft berufen, und stand einmal im Spieltagskader im Zweitligaspiel gegen West Bromwich Albion im August 2019. Im selben Monat wurde der Abwehrspieler für eine Saison an den englischen Viertligisten Exeter City verliehen. Er gab sein Debüt als Profi im Trikot von Exeter am 20. August 2019, als er bei einem 0:0-Unentschieden gegen Oldham Athletic in der Startelf stand. Er erzielte sein erstes Tor gegen denselben Gegner im Rückspiel der Saison 2019/20, als er das Führungstor bei einem 5:1-Sieg markierte. Mit Exeter erreichte Richardson die Play-off-Spiele um den Aufstieg in die dritte Liga. Nach einem Sieg über Colchester United im Halbfinale, unterlag er mit seiner Mannschaft im Finale gegen Northampton Town. Ab September 2020 folgte eine Leihstation von Richardson bei den Forest Green Rovers aus der vierten Liga. Auch mit den Rovers erreichte er am Ende der Spielzeit 2020/21 die Aufstiegs-Play-offs, schied aber schon im Halbfinale gegen den AFC Newport County aus. Nach seiner Rückkehr nach Nottingham in der Sommerpause 2021 wurde er erstmals in der ersten Mannschaft eingesetzt. Nach zwei Spielen im EFL Cup, kam Richardson im September 2021 auch in der Championship gegen Middlesbrough und Huddersfield zum Einsatz. Dazu kamen sechs Spiele in der U23-Mannschaft. Nottingham stieg am Ende der Saison nach den Play-offs in die Premier League auf. Richardson war bereits ab Dezember 2021 nicht mehr Teil von Forest, sondern wurde an den Stadtrivalen Notts County aus der National League verliehen.
Im Juni 2022 unterschrieb Richardson einen Vertrag beim schottischen Erstligisten FC Aberdeen. Im Juli 2023 wechselte Richardson für eine Saison auf Leihbasis zu Stockport County. Der Leihvertrag wurde jedoch im Januar 2024 vorzeitig beendet, und er wurde weiter Colchester United verliehen. Nachdem sein Vertrag in Aberdeen ausgelaufen war Richardson, wurde er vereinslos. Im September 2024 unterschrieb Richardson einen Vertrag beim FC Boreham Wood. Im Juni 2025 wechselte Richardson nach Schottland zum FC St. Mirren.